# 1707 год в науке
В 1707 году в науке и технике произошло несколько значимых событий.

## Геология
- 16 декабря — начало последнего записанного извержения горы Фудзи в Японии.

## Математика
- Опубликован сборник лекций Исаака Ньютона по алгебре, получивший название «Универсальная арифметика». Приведённые в нём численные методы ознаменовали рождение новой перспективной дисциплины — численного анализа.
- Английский математик французского происхождения Абрахам де Муавр вывел Формулу Муавра для комплексных чисел.

## Медицина
- Врач Джон Флойер вводит подсчёт частоты пульса в течение одной минуты.
- Врач и анатом Джованни Мария Ланчиси публикует De Subitaneis Mortibus, свою первую работу в области кардиологии.
- Немецкий врач и химик Георг Эрнст Шталь публикует Theoria medica vera: physiologiam & pathologiam.

## Родились
- 11 января — Винченцо Риккати, итальянский математик (умер в 1782)
- 10 апреля — Джон Прингл, шотландский врач (умер в 1782)
- 15 апреля — Леонард Эйлер, швейцарский математик (умер в 1783)
- 23 мая — Карл Линней, шведский естествоиспытатель (умер в 1778)
- 22 июня — Элизабет Блэквелл, ботанический иллюстратор шотландского происхождения (умерла в 1758)
- 7 сентября — Жорж-Луи де Бюффон, французский естествоиспытатель (умер в 1788)
- 22 декабря — Иоганн Амман (умер 1741), швейцарский русский ботаник
- Дата неизвестна — Бенджамин Робинс, английский учёный и инженер (умер в 1751)

## Скончались
- 30 марта — маркиз де Вобан, французский военный инженер (родился в 1633)
- 27 июня — Иоганнес Цан, немецкий учёный, изобретатель (род. 1641).
- 28 октября — Мария Клара Айммарт, немецкий астроном (родилась в 1676)